# Distretto di Zhenhai
Il distretto di Zhenhai (镇海区S) è un distretto della Cina, situato nella provincia dello Zhejiang.